# Акватлон (борьба)
Акватлон (лат. aqua — вода, греч. αθλον — борьба) — борьба в воде и под водой. Была создана Игорем Островским в начале 1980-х годов в Москве.

## История
В 1982 году состоялись первые соревнования по акватлону. В 1984 году при Московском технологическом университете был открыт первый клуб «Акватлон». В 1990 году была создана комиссия акватлона при Федерации подводного спорта СССР. Председателем стал Леонид Елисеев. В 1993 году в Москве прошли первые международные соревнования — товарищеская встреча акватлонистов России, Украины и Израиля.
В 1996 году была создана Международная ассоциация акватлона. В 1999 году Всемирная конфедерация подводной деятельности (CMAS) официально признала акватлон и приняла решение о создании специальной рабочей группы. В 2002 году в Щёкино состоялся первый, по версии Международной ассоциации акватлона, чемпионат Европы.
В 2008 году в городе Хургада (Египет) на Генеральной ассамблее CMAS акватлон был признан официальной дисциплиной подводного спорта. В 2009 году в Санкт-Петербурге состоялся первый под эгидой CMAS Кубок Мира по акватлону. В 2010 году прошёл первый под эгидой CMAS чемпионат Европы по акватлону в Казани. Второй кубок мира CMAS прошёл в городе Вальядолид (Испания).

## Разновидности

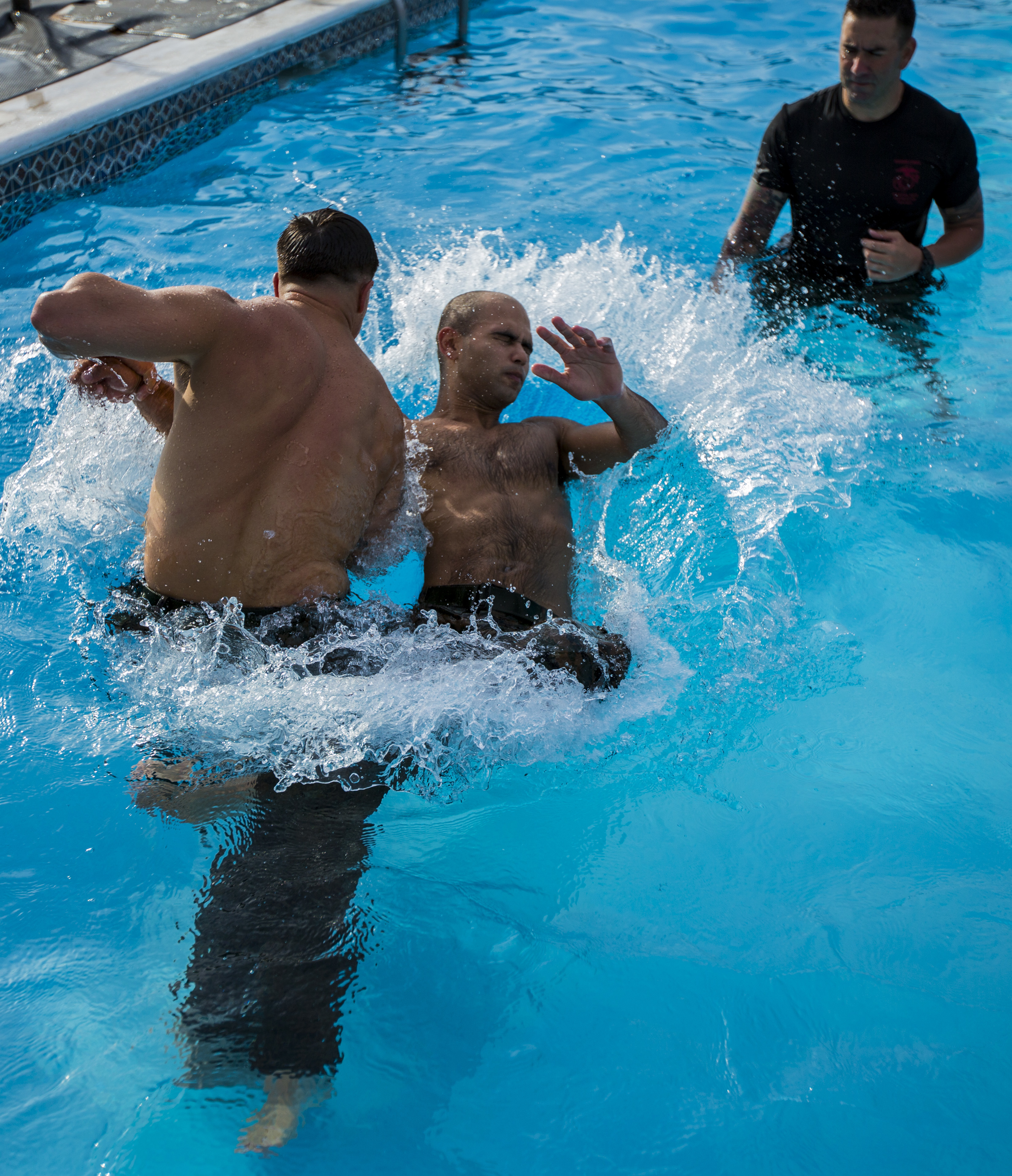
Отработка навыков борьбы в воде военнослужащими Корпуса морской пехоты США

- Спортивный — поединок двух спортсменов, находящихся в воде, с целью завладеть лентой соперника, закрепленной на его щиколотке;
- Боевой — включает в себя приёмы владения ножом, удушающие и болевые приёмы. Применяется при подготовке спасателей и бойцов отрядов специального назначения;
- Гимнастический — упражнения подводной гимнастики и акробатики, а также упражнения на специальных подводных тренажёрах[2].

## Правила спортивного акватлона
Рингом является бассейн размером 5 × 5 м и глубиной от 2 до 6 метров. На дне, по краям ринга, расположены ворота — два кольца диаметром 1 м.
Снаряжение спортсменов:
- Маска для подводного плавания;
- Ласты;
- Две манжеты длиной 40—50 см и шириной 5—6 см, закреплённые на щиколотках;
- Две ленты длиной 20—25 см и шириной 2 см, прикреплённые к манжетам с внешней стороны щиколотки.

Борьба проходит под водой и на поверхности, разрешается выныривать и вдыхать. Поединок состоит из 3 раундов по 30 секунд с перерывами не менее 1,5 минут. В течение 6 секунд после начала раунда спортсмены должны пройти в ворота ринга. За это спортсмен получает 1 очко. Можно препятствовать вхождению в ринг своего противника. Тот, кто не впустит соперника в ринг в течение 6 секунд, выигрывает раунд со счетом 1:0.
Другой способ выиграть раунд состоит в том, чтобы сорвать одну из лент соперника и первым показать её на поверхности внутри ринга. За это спортсмен получает 2 очка и ему присваивается победа в раунде.
Запрещено:
- наносить удары;
- применять удушающие и болевые приемы;
- умышленно срывать снаряжение соперника;
- срывать свои ленты;
- вырывать ленту из рук соперника.

Соблюдение правил и безопасность спортсменов обеспечивают судьи, наблюдающие за ходом поединка.

## Эффект занятий
Акватлон развивает координацию, ловкость, владение своим телом на поверхности воды и под водой, повышает адаптацию человека к водной среде, развивает способность к задержке дыхания. Является зрелищным и азартным видом спорта. Применение элементов акватлона для обучения плаванию и нырянию даёт хорошие результаты.